# Provincia Copperbelt
Provincia Copperbelt este o unitate administrativă de gradul I a Zambiei situată în partea de nord a țării. Își trage numele de la imensele zăcăminte de cupru (copper = cupru în limba engleză) localizate aici, care au contribuit semnificativ la boomul economic al fostei colonii engleze, Rhodesia de Nord. Importanța economică a acestor resurse a scăzut, odată cu diminuarea prețului mondial la cupru în anul 1973.

## Orașe
Reședința provinciei este orașul Ndola. Alături de acesta ca și așezări urbane mai importante putem menționa Kitwe, Mufulira, Luanshya, Chingola și Chililabombwe.

## Districte
Provincia Copperbelt se subdivide la rândul ei în 10 districte:
| - Chililabombwe - Chingola - Kalulushi - Kitwe - Luanshya - Lufwanyama - Masaiti - Mpongwe - Mufulira - Ndola |